# Lindehaus

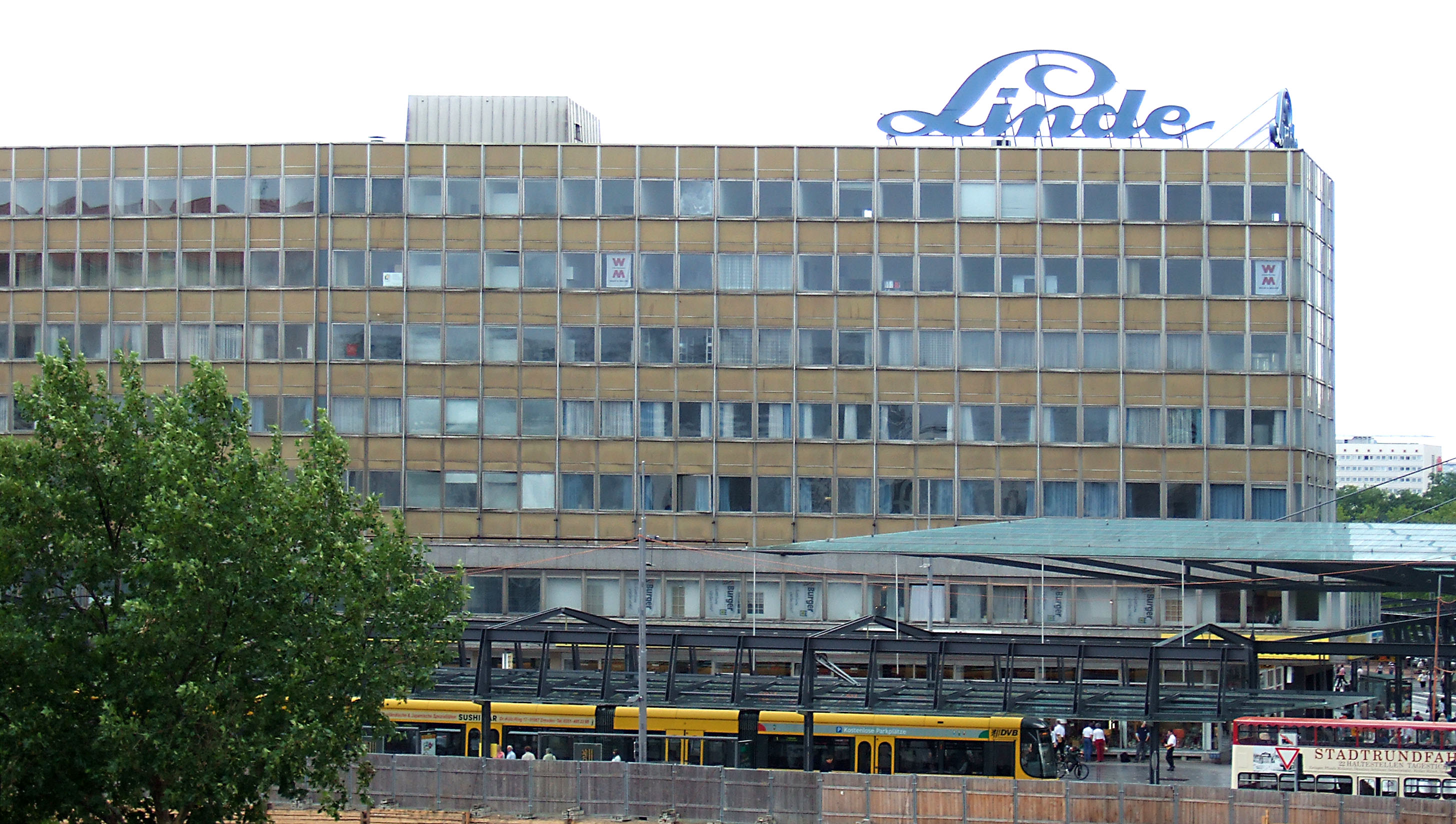
Lindehaus

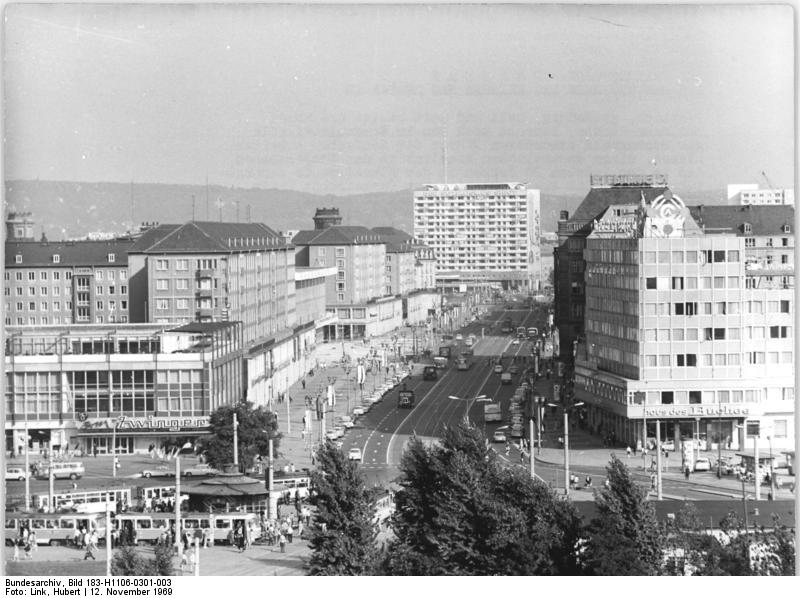
Das Lindehaus vorn rechts im Jahr 1969

Das Lindehaus war früher das Verwaltungsgebäude des VEB Komplette Chemieanlagen an der Wilsdruffer Straße 27–29 in Dresden. Markant war nach der Wende der Linde-Schriftzug, dessen helles Blau die Ansicht der historischen Silhouette von der Neustadt aus erheblich störte.

## Beschreibung
Das Gebäude wurde von 1966 bis 1968 nach einem Entwurf der Architekten Heinz Mersiowsky und Erich Zieger errichtet. Die Innengestaltung nahm Bernhard Fellmann vor. Das Gebäude stellte einen Teil der südlichen Bebauung der damaligen Ernst-Thälmann-Straße, der heutigen Wilsdruffer Straße dar. Es war ein siebengeschossiger Baukörper, wobei die ersten beiden Geschosse Ladenbauten (Haus des Buches) mit einer Nutzfläche von 2000 Quadratmetern waren. In diesem Bau arbeiteten damals 950 Menschen für den VEB Komplette Chemieanlagen (KCA). Das Gebäude war in Stahlbetonskelettbauweise mit einer vorgehängten Stahl-Aluminium-Glas-Fassade errichtet worden. Die Ladengeschosse waren mit Lausitzer Granit verkleidet.
1969 bekam das Gebäude an der Ecke zum Postplatz ein farbiges C in einem angedeuteten vieratomigen Molekül, an der Wallstraße den Schriftzug VEB KCA sowie längs der Ernst-Thälmann-Straße den Schriftzug VEB Komplette Chemieanlagen, alle jeweils oberhalb der Dachkante. Während das VEB KCA 1990 ersatzlos entfernt wurde, wurde das C im Molekül durch einen blau leuchtenden Schriftzug der Linde AG ersetzt, an den der KCA inzwischen verkauft worden war.
Im Jahr 2009 wurde das Gebäude für den Erweiterungsbau der Altmarkt-Galerie abgerissen.